# Episodi di Happily Divorced (prima stagione)
La prima stagione della serie televisiva Happily Divorced, composta da 10 episodi, è stata trasmessa sul canale statunitense TV Land dal 15 giugno al 17 agosto 2011.
In Italia è trasmessa dal 26 dicembre 2012 su Comedy Central piattaforma satellitare di Sky.
| n° | Titolo originale          | Titolo italiano          | Prima TV USA   | Prima TV Italia  |
| -- | ------------------------- | ------------------------ | -------------- | ---------------- |
| 1  | Pilot                     | La sorpresa              | 15 giugno 2011 | 26 dicembre 2012 |
| 2  | Pillow Talk               | Un letto per tre         | 22 giugno 2011 | 26 dicembre 2012 |
| 3  | Anniversary               | Anniversario             | 29 giugno 2011 | 2 gennaio 2013   |
| 4  | A Date With Destiny       | Appuntamento col destino | 6 luglio 2011  | 2 gennaio 2013   |
| 5  | Spousal Support           | Terapia di gruppo        | 13 luglio 2011 | 9 gennaio 2013   |
| 6  | I Wanna Be Alone          | Voglio restare da sola!  | 20 luglio 2011 | 9 gennaio 2013   |
| 7  | Someone Wants Me          |                          | 27 luglio 2011 | 16 gennaio 2013  |
| 8  | A Kiss Is Just a Kiss     |                          | 3 agosto 2011  | 16 gennaio 2013  |
| 9  | Vegas Baby                |                          | 10 agosto 2011 | 23 gennaio 2013  |
| 10 | Torn Between Two Lovettes |                          | 17 agosto 2011 | 23 gennaio 2013  |